# カタマメマイマイ
カタマメマイマイ（堅豆蝸牛、学名 Lepidopisum conospira） は、ナンバンマイマイ科に分類される陸生の巻貝の一種。草地などに棲む殻径6mm前後の小型のカタツムリである。カタマメマイマイ属  Lepidopisum のタイプ種で、2016年時点では1属1種。
属名の Lepidopisum はギリシャ語の鱗（λεπίς, lepis）の連結形（lepido-）＋ラテン語の豆（pisum）、種小名の conospira はラテン語で円錐形（conus）＋螺塔（spira）でいずれも殻の特徴に因む。
和名の「堅豆」は大豆などを煎ったり堅く煮たもの。古くはウロコマメマイマイの別名もあった。韓国名は 비늘콩달팽이（”鱗豆蝸牛”）。原記載者によるドイツ名は Kegelspitzige Schnirkelschnecke（”円錐形の殻頂のマイマイ”）。

## 分布
- 日本： 本州I（関東以西）、四国、九州[7]。
- 韓国： 全域[8]（ただし近年では江原道、忠清北道、慶尚北道など[5]）。
- 北朝鮮： 平壌[9]。
- 中国： 安東（現・丹東市）[9]。

## 形態
大きさ

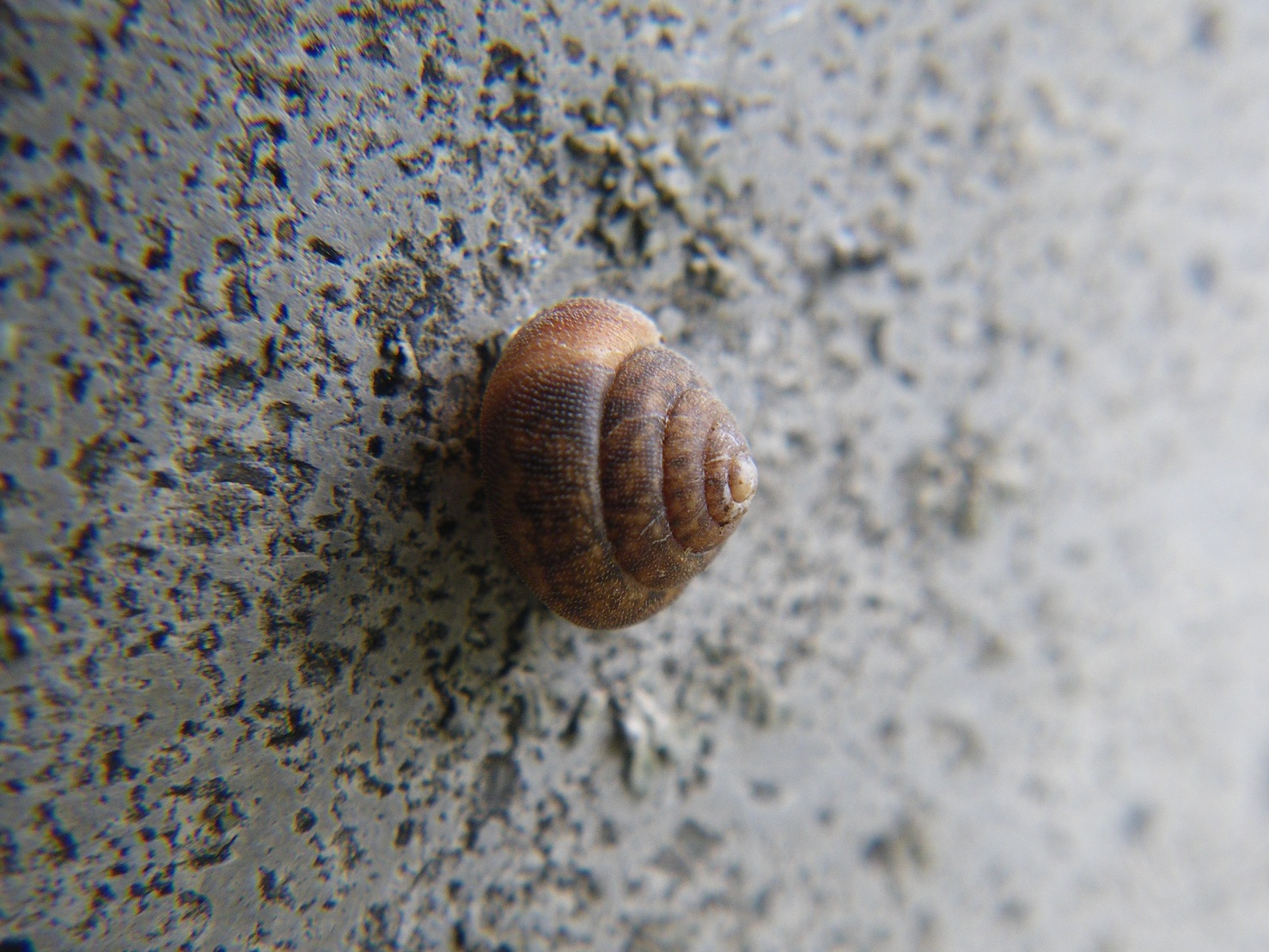
殻表には微細な鱗片がある

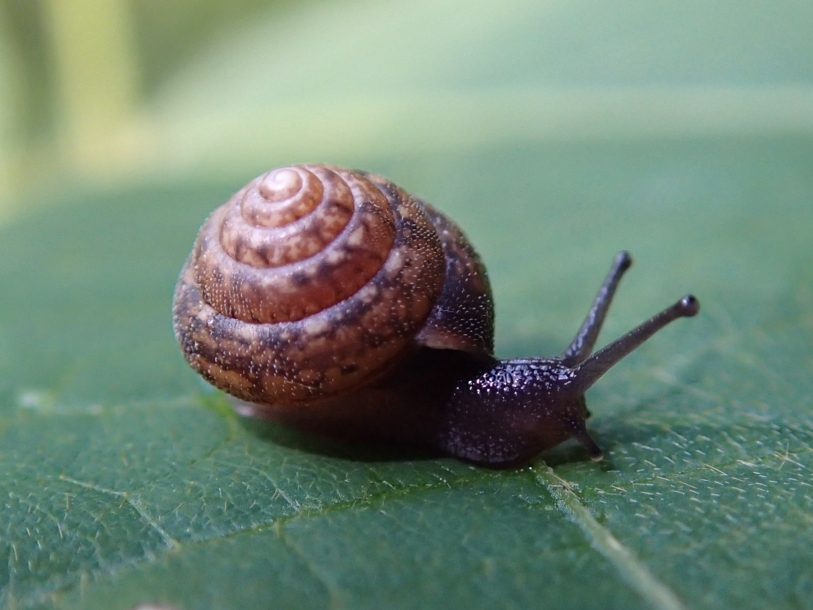
黒っぽい個体

成貝は殻高5-6mm前後、殻径6-7mm前後。小型の成貝では殻高3.8mm、殻径4.85mmの記録もある。
殻形
全体にころんとしており、成貝の螺層は約5層余り、螺塔は殻頂に向かって円錐形に高まる。各螺層は弱く膨み、縫合（螺層の境界）は明刻される。周縁はかすかに角張ることもあるが、概ね丸みを帯びつつ殻底に移行する。殻底中央には狭い臍孔が開く。体層（最終層）は大きく、殻口側から見ると殻高の2/3近くの高さを占める。幼貝の殻口は薄く単純だが、十分に成長した成貝は殻口外縁が反転して口唇を形成する。
殻表
成長線は多少粗く、全面に殻皮が変化した微細な鱗片を多数具える。特に若い個体では鱗片がよく残存してビロード様に見えるが、成貝では鱗片が脱落して鱗片基部の顆粒彫刻のみになっているものもある。いずれの場合にも滑沢さはほとんどない。
殻質と殻色
殻は幾分かの透明感をもち、やや薄質だが脆弱ではない。全体に赤褐色から淡褐色で斑紋などはない。若く新鮮なものは赤味が強いことが多く、時を経たものは淡褐色になる。
軟体
露出部の姿は他のカタツムリと同様で、頭部には先端に眼のある大触角（後触角）と小触角（前触角）が1対ずつある。露出部の色は、淡灰褐色のものから全体に黒っぽいものまで変異がある。外套膜には不規則な網目様の斑紋があり、生時には殻を透してそれが見える。そのため外套膜に黒い部分が多い個体は外見全体も黒っぽく見える。
生殖器
雌性部は単純で矢嚢を欠く。雄性部が発達する場合、陰茎鞘は非常に太く大きく、陰茎は細く長い。鞭状器は大きく、先端に向かって尖り、輪状のくびれはない。これに対し、外見がやや似ているオオベソマイマイ属 Aegista では、大部分の種が矢嚢をもち、鞭状器には多数の輪状のくびれがあるなどの違いがある。また本種の生殖器は小笠原諸島に固有のカタマイマイ属 Mandarina のそれに似ているとする意見もある。このグループは本来同一個体が雄性部と雌性部とをもつ雌雄同体であるが、本種では多くの個体で雄の交尾器官が発達せず、雌性部のみであることが報告されており、1950年代に三重県伊勢市で採取されたものでは、十数個体のうち生殖器が完全なものは2個体だけで、大部分は雄性部が萎縮していて殆ど認められず、2004年に滋賀県米原市で採取されたものは、成貝5個体全てで陰茎を欠いていたと報告されている。

## 生態

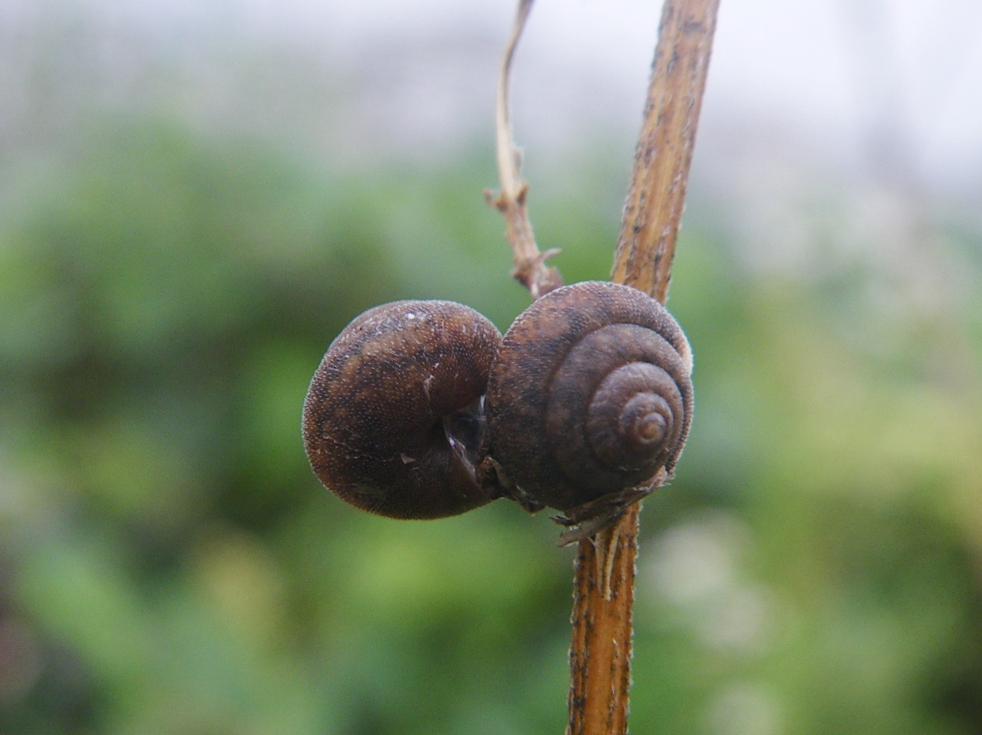
乾燥した枯れ草上で休む個体

河川敷や海岸、石灰岩地などのやや乾燥した草原のほか、耕作地周辺の雑草の生えた空き地など、道端の雑草地などで見つかることも多い。そのような場所で落葉下や石の下、あるいは草や低木上などに見られ、気温が30 ℃を越える日中でもクズの葉の上に多数の個体が付着しているのも観察されている。
日本国内での既知の産地は多くはないとされ、多湿な日本には生息好適地が少ないことが理由の一つとして推定されているが、岡山県高梁市成羽町には例外的に多産地がある。また愛知県の矢作川の上・中流域の河畔林は本種の健全な個体群を維持している数少ない環境であるとも言われ、他の陸産貝類にとっては必ずしも好適ではない河畔林の荒れ地は、競合種が少なく増水時には流域に浮遊分散できるなどの利点もあり、本種が生存戦略として厳しい河畔林環境を有効利用している可能性も推定されている。
生息地ではしばしば群生することもあるが、一度記録された地点でもその後に消滅することが多いなど、個体群の消長が激しいとされる。例えば、1969年に神戸市灘区の六甲学院の敷地内で見つかった個体群は、発見当初はヒラドツツジ等の植え込みに多数生息していたが、大きな環境変化がないにもかかわらず翌年には殆ど見られなくなり、2-3年のうちに完全に姿を消した例が知られている:p.15。このような不規則的で突発的な個体群動態の理由についてはよくわかっていないが、本種の大部分が生殖器に陰茎を欠くことから自家受精で繁殖していると推定されており、そのことと何らかの関係があるのではないかとも言われている。
寿命その他は不明である。

## 分類
原記載
- 原記載名：Helix conospira Pfeiffer, 1851[3]. Zeit. Malak. 8 (1):  p.14-15.
- タイプ産地： "Japonia" （日本）
- 図示：Pfeiffer, 1846-1853[6], Chemnitz, Conch. Cab. II: p.411 no.963., pl. 146, figs. 17-18.

原記載では、標本の図示は図譜 Chemnitz, Conch. Cabの「no.942, pl. 146, figs. 17-18. （未刊）」で行うと予告されていたが、実際の図譜出版時には種番号はno.963になった。またその際にドイツ名 Kegelspitzige Schnirkelschnecke が付されるとともに、標本は当時アムステルダム在住の有名貝類コレクター G. Scheepmaker Wzn の収集品であることが追記された。
- タイプ標本：殻高5.0mm 殻径5.6mm ナチュラリス生物多様性センター所蔵（登録番号：ZMA-Moll.2.51.001）<G. Scheepmaker Wzn コレクション> 。モーレンベークら（1992）により白黒写真が公表されている[16]。

異名
- Helix conospira Pfeiffer, 1851 （原記載時の学名）
- Helix (Fruticicola) verrucosa Renhardt, 1877 タイプ産地：Uweno, Yeddo　（江戸 上野）
- Helix (Satsuma) gradata Moellendorff, 1877 タイプ産地：Ha-tong, Korea　（朝鮮 河東）
- Plectotropis (?) verrucosa （Renhardt, 1877)
- Aegista (Lepidopisum) verrucosa (Renhardt, 1877)
- Lepidopisum verrucosum (Renhardt, 1877)
- Lepidopisum verrucosa (Renhardt, 1877)　（種小名の語尾の誤綴 ）
- Ganesella gradata (Moellendorff, 1877)

科
カタマメマイマイ属は伝統的にオナジマイマイ科 Bradybaenidae に分類されていたが、生殖器に矢嚢を欠くことから、一時期それを特徴の一つとするナンバンマイマイ科 Camaenidae に置かれたこともある。20世紀後期以降は再びオナジマイマイ科に分類されるようになったが、分子系統解析からはオナジマイマイ科自体がナンバンマイマイ科から単系統群として区別できないとの研究結果が出され、かつてのオナジマイマイ科はナンバンマイマイ科に包含されることとなり、カタマメマイマイ属もナンバンマイマイ科のオナジマイマイ亜科に置かれるようになった。
属
カタマメマイマイ属 Lepidopisum は、雌性部に矢嚢を欠くことや殻表の鱗片などから、同様に矢嚢を欠く種も含まれるオオベソマイマイ属 Aegista に近いとみなし、その亜属としてカタマメマイマイをタイプ種に創設されたが、後に独立の属として扱われるようになった。2016年現在、本属に分類されているのは本属のタイプ種のカタマメマイマイ1種のみである。
種
本種の学名には長期間 verrucosa Renhardt, 1877、あるいは変更された属名の性に従い verrucosum の名が使用されてきた（verrucosa はラテン語で「いぼだらけの」「ざらざらした」などの意の形容詞）。しかし1992年に、より記載年の古い Helix conospira Pfeiffer, 1851 のタイプ標本の写真が公開され、その特徴が本種に一致することが明かになり、学名の先取権のルールからカタマメマイマイの学名は verrucosum から conospira にとって代られることになった。一方 conospira は、それまでは大きさや殻型が似た別種のエンスイマイマイに誤査定されてその学名に使用されてきたもので、エンスイマイマイという和名も conospira を和訳したものであるが、このことによりエンスイマイマイの学名も変更が必要になった。
類似種
1属1種で、少なくとも日本には酷似種はいないが、日本産のうちではオオベソマイマイ属 Aegista に分類される種のうち小形で螺塔の高いものには多少似たものがある。しかし下記のとおり、いずれもカタマメマイマイより螺塔が低く、臍孔が広いことで識別できる。また中国大陸から別属の種として記載されているものの中には本種に似たものがあるが、十分に調べられていない。
- エンスイマイマイ Aegista izuensis (Pilsbry & Y. Hirase, 1904)

関東地方を中心に分布する。大きさはカタマメマイマイとほぼ同程度で、長い間カタマメマイマイの学名である conospira に誤査定され、Trishoplita conospira の学名で記録されてきた種だが、殻表には顆粒や鱗片はなく、概ね平滑で多少の光沢がある。またカタマメマイマイよりも螺塔が低く、縫合が深く、殻頂が鈍く、臍孔もより大きい。通常は草地などには生息せず、樹林内や林縁部などに見られる。
- トビシママメマイマイ Aegista conulina (von Martens, 1867)

山形県酒田市沖の飛島がタイプ産地で、北海道南部から東北地方に分布する。大きさがカタマメマイマイとほぼ同程度で、殻表に微細な鱗片がある点でも似ているが、殻高がやや低く、螺塔はカタマメマイマイほどの円錐形には高まらず、各層がより膨らむため縫合もより深く、臍孔もより大きい。
- マメマイマイ Aegista commoda (A. Adams, 1868)

”Mososeki”（門司）がタイプ産地。西日本を中心に分布するとされ、殻表に鱗片などがなく、上記エンスイマイマイに似る。
- ハクサンケマイマイ Aegista hakusanensis M. Azuma & Y. Azuma, 1982

石川県白山の標高2350-2400m付近で採取された1個体のみが知られる。殻高5.7mm、殻径6.5mm。殻表に微細な鱗片がある点ではカタマメマイマイに似るが、螺塔が低く、周縁の角張りがより強く、臍孔ははるかに大きい。
- マヤサンマイマイ Aegista mayasana (M. Azuma, 1969)

兵庫県神戸市摩耶山がタイプ産地で、六甲山系のみから知られる。殻表の状態はカタマメマイマイに多少似るが、殻径が大きく、螺塔が低く、周縁の角張りがより強く、臍孔が大きい。樹林内や林縁に見られる。

## 保全状態評価

### 日本
- （第4次）絶滅危惧II類 (VU)（環境省レッドリスト）

- 絶滅（Ex） - 兵庫県（2014）[12]
- 絶滅危惧IA類（CR) - 静岡県（2004）[20]、福岡県（2014）[21]
- 絶滅危惧I類(CR+EN) - 栃木県（2011）[22]、長野県（2015）[23]、徳島県（2013）[24]
- 絶滅危惧II類（VU） - 群馬県（2012）[25]、愛知県（2015）[26]、滋賀県（2015：絶滅危機増大種）[27]、三重県（2014）[28]、和歌山県（2012）[29]、岡山県[11]、広島県（2011）[30]
- 準絶滅危惧（NT） - 東京都（2013）[31]

### 韓国
- 脆弱（VU） - 韓国レッドデータブック（2012）[5]

乱獲の恐れはないが、環境変化や森林開発などによる生息地の破壊が主な脅威であるとする。

## 人との関係
人間にとっての直接的な利害関係はないが、環境の人為的改変が本種の生息状況に悪影響を及ぼす可能性がある。同時に、人間による荒地や空き地の創出が、本種に好適な生息環境を提供する可能性もある。